# Булгаков Опанас Іванович
Опана́с Іва́нович Булга́ков (рос. Афана́сий Ива́нович Булга́ков; 17 квітня (29 квітня) 1859, Байти́чі, Брянський повіт, Орловська губернія, Російська імперія, нині Жирятинський район, Брянська область, Росія — 14 березня (27 березня) 1907, Київ, Російська імперія) — російський богослов, церковний історик, вихованець Київської духовної академії, батько письменника Михайла Булгакова.

## Біографія
Народився у родині священника Івана Авраамійовича Булгакова (1830—1894) та Олімпіади Ферапонтівни Булгакової (Іванової) (1830—1908) у селі Байти́чі (Бойти́чі) Брянського повіту Орловської губернії (нині Жирятинський район Брянської області Росії). Невдовзі родина перебралася до міста Орла.
1876 року вступив до Орловської духовної семінарії, яку закінчив 1881 року. Впродовж 1881–1885 років навчався у Київській духовній академії. У 1885–1887 рр. викладав у Новочеркаському духовному училищі. 1887 року повернувся до Києва, в подальшому викладав у Київській духовній академії. Мав ступінь магістра богослов'я.
З 1892 року й до кінця життя працював Київським окремим цензором по внутрішній цензурі. Був цензором західної літератури, цензорував авторів, які писали польською та українською мовами.
У жовтні 1906 року отримав ступінь доктора богослів'я, у лютому 1907 року — звання ординарного понадштатного професора.
Помер у Києві від нефросклерозу нирок, похований на Старому Байковому кладовищі.

## Родина
1890 року одружився із донькою протоієрея Михайла Покровського Варварою (1869—1922). У цьому шлюбі народилося семеро дітей: Михайло Булгаков, Віра Булгакова, Надія Булгакова, Варвара Булгакова, Микола Булгаков, Іван Булгаков, Олена Булгакова.

## Нагороди
У 1905 р. — лавреат Макаріївської премії.

## Праці
- (рос.)Очерки истории методизма. — К., 1886—1887.
- (рос.)Безбрачие духовенства: Историко-полемический очерк. — К., 1891.
- (рос.)О молоканстве. — К., 1891.
- (рос.)Когда нужно креститься (против перекрещенцев). — К., 1893.
- (рос.)Четырехсотлетие Новой истории. — К., 1893.
- (рос.)Стремления англикан к восстановлению древневселенской церковности в Англии в последние шестьдесят лет. — К., 1894.
- (рос.)Новые религиозные преобразования в Англии в XIX в. — К., 1897.
- (рос.)К вопросу об англиканской иерархии. — К., 1898.
- (рос.)О религиозном образовании в Северо-Американских Соединенных Штатах. — К., 1900.
- (рос.)Старокатолическое и христианско-католическое богослужение и его отношение к римско-католическому богослужению и вероучению. — К., 1901.
- (рос.)Церковь и ее отношение к прогрессу. — К., 1903.
- (рос.)Предположение о принятии еще одного догмата в римско-католическую догматику. — К., 1903.
- (рос.)Современное франкмасонство в его отношении к церкви и государству. — К., 1903.
- (рос.)О просвещении народов. — К., 1904.
- (рос.)О свободе человека христианина. — К., 1905.
- (рос.)Французское духовенство в конце XVIII в. — К., 1905.
- (рос.)О законности и действительности англиканской иерархии с точки зрения православной церкви. — К., 1906.